# Phnom Bakheng

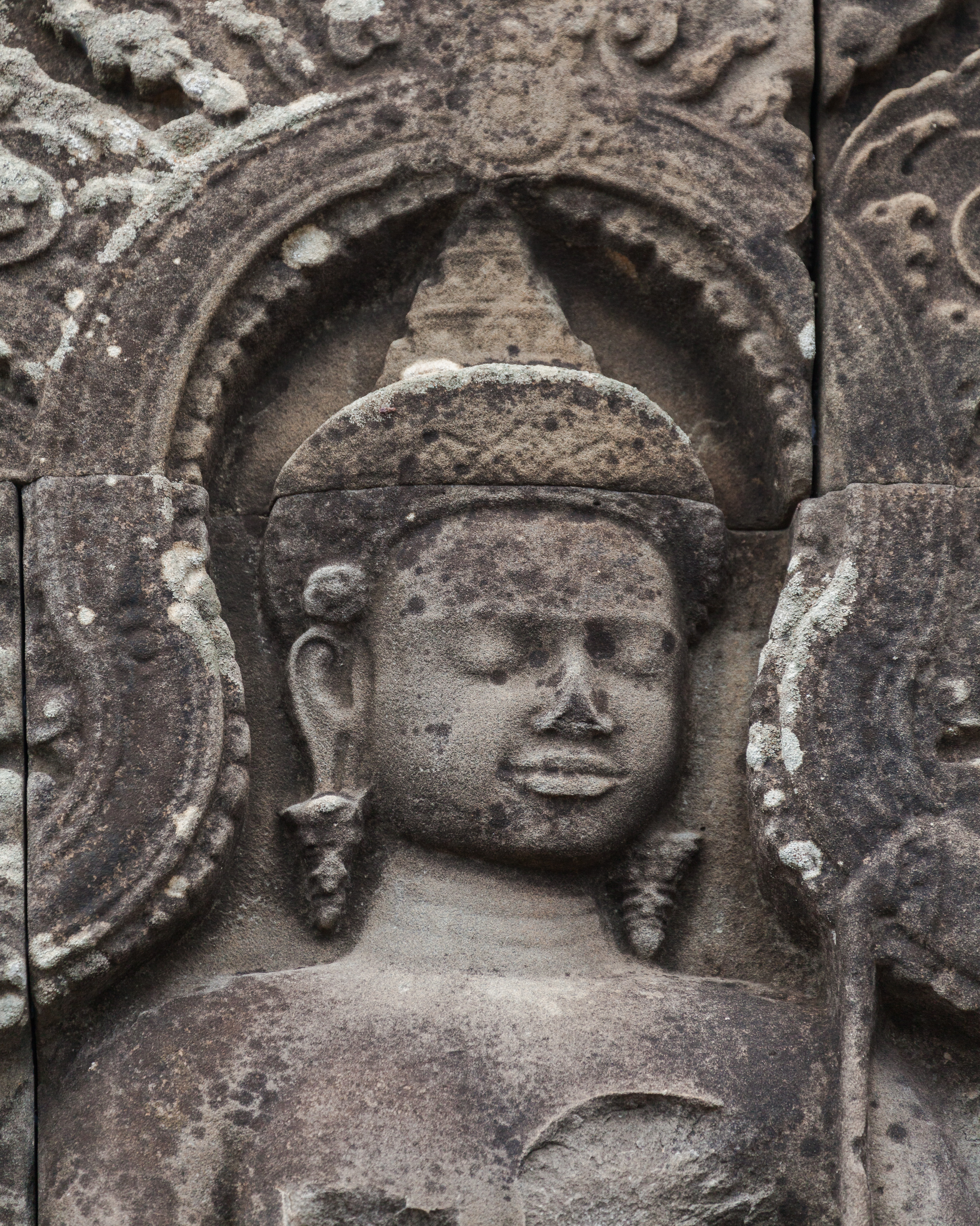
Bajorrelieve en Phnom Bakheng.

Phnom Bakheng es un templo budista e hindú en forma de templo de montaña, situado en Angkor, Camboya. Fue declarado, junto al resto de conjunto de Angkor Patrimonio de la Humanidad por la Unesco en el año 1992.
Dedicado a Shiva, fue construido a finales del siglo IX, durante el reinado del rey Yasovarman I (889-910). Es una estructura compuesta de una pirámide de terrazas situada en la cumbre de una colina y rodeada de 108 torres de santuario. Es hoy en día un lugar turístico muy popular por las vistas del atardecer en el templo de Angkor Wat, que se encuentra en medio de la selva alrededor de 1,5 km al sureste. El gran número de visitantes hace de Phnom Bakheng uno de los monumentos más amenazados de Angkor. Desde 2004, World Monuments Fund trabaja para conservar este templo, junto con APSARA.